# Parlatorium
Het parlatorium is een ruimte in een klooster of abdij. Hier discussieerden de monniken met elkaar of met personen afkomstig van buiten het klooster of de abdij. Het parlatorium was de enige ruimte waar het de monniken was toegestaan om te spreken.
Het woord parlatorium is afkomstig van het Italiaanse woord parlato, voltooid deelwoord van parlare (werkwoord), wat spreken betekent.
bracium/brouwerij · cantharus/bron · cellae/kloostercellen · cellarium/kelder · clausuur · claustrum/kloostergang · dormitorium/slaapzaal · hospitium/gastenverblijf · infirmarium/ziekenvertrek · kapittelzaal · monasterium/kloosterkerk · pandhof · parlatorium · pistrinum/bakkerij · refectorium/refter · sacristie · scriptorium · kloostertuin